# Крецент
Крецент (лат. Crescens, II століття) — давньоримський спортсмен, один з відомих колісничих ранньої Римської імперії.

## Життєпис
Походив з Мавританії (невідомо саме з якої із 2-х провінцій). Був рабом, привезений господарем до Риму, став виступати за партію синіх. Відомі імена коней Крецента — Ципцій, Акцептор, Делікат, Готин.
Перший успіх мав у 115 році. Про його виступи замало знано: брав участь у 686 перегонах, де здобув 47 перемог. З них мав 19 перемог в одиночних заїздах (за участю 4 команд), 23 — в подвійних (за участю 8 команд), 5 — потрійних (за участь 12 команд). Загалом заробив 1,558,346 сестерціїв, що поступається статку Гая Апуллея Діокла, який за кар'єру заробив близько 36 млн сестерціїв, але брав участь у 4257 перегонах. 
Загинув Крецент у 22 роки.